# 莫希内
51°30′45″N 31°50′15″E / 51.51250°N 31.83750°E
莫希内（羅馬化：Moshchne）是烏克蘭北部切爾尼希夫州切爾尼希夫區贝雷兹纳市镇的村庄。始建於1925年，面積0.26平方公里，海拔高度121米，2001年人口64，人口密度每平方公里246.2人。